# Saint-Vincent, Aosta
Saint-Vincent là một đô thị của Val d'Aoste Italia. Saint-Vincent có diện tích 20 km2, dân số cuối năm 2006 là 4846 người.
Đô thị này có làng trực thuộc: Amay, Bacon, Biandin, Biegne, Bieton, Boriola, Capard, Chadel, Champcillien, Champdevignes, Cillian, Cisseyaz, Clapeaz, Clapeon, Cretamiana, Crotache, Crovion, Dizeillle, Ecrivin, Favret, Feilley, Fromy, Glereyaz, Grand Rhun, Grun, Jacques, Joux, La Fet, La Tour Rosset, Lenty, Lerinon, Maison Neuve, Marc, Moron, Moulins, Nuarsaz, Orioux, Pallud, Perellaz, Perriere, Petit Rhun, Piané, Piemartin, Pioule, Pradiran, Renard, Romillod, Ronc Damon et Ronc Desot, Salirod, Tenso, Torrent Sec, Tous, Trean, Valmignane, Valpellane, Valyre.
Đô thị này giáp các đô thị sau: Ayas, Brusson, Châtillon, Emarèse, Montjovet.
| Allein • Antey-Saint-André • Aoste • Arnad • Arvier • Avise • Ayas • Aymavilles • Bard • Bionaz • Brissogne • Brusson • Challand-Saint-Anselme • Challand-Saint-Victor • Chambave • Chamois • Champdepraz • Champorcher • Charvensod • Châtilon • Cogne • Courmayeur • Donnas • Doues • Emarèse • Etroubles • Fontainemore • Fénis • Gaby • Gignod • Gressan • Gressoney-La-Trinité • Gressoney-Saint-Jean • Hône • Introd • Issime • Issogne • Jovençan • La Magdeleine • La Salle • La Thuile • Lillianes • Montjovet • Morgex • Nus • Ollomont • Oyace • Perloz • Pollein • Pont-Saint-Martin • Pontboset • Pontey • Pré-Saint-Didier • Quart • Rhêmes-Notre-Dame • Rhêmes-Saint-Georges • Roisan • Saint-Christophe • Saint-Denis • Saint-Marcel • Saint-Nicolas • Saint-Oyen • Saint-Pierre • Saint-Rhémy-en-Bosses • Saint-Vincent • Sarre • Torgnon • Valgrisenche • Valpelline • Valsavarenche • Valtournenche • Verrayes • Verres • Villeneuve |